# Dwayne Evans
Dwayne Eugene Evans (Phoenix, 13 ottobre 1958) è un ex velocista statunitense che ha gareggiato principalmente nei 200 metri piani.

## Biografia
Nel 1976, non ancora diciottenne, si qualificò ai Trials per le Olimpiadi di Montréal dove conquistò la medaglia di bronzo sui 200 metri precedendo l'italiano Pietro Mennea. Nello stesso anno fu nominato High School Athlete of the Year dalla rivista statunitense Track and Field News.
Nel 1979 vinse il campionato nazionale AAU e nel 1981 quello NCAA.
Nel 1985 fece parte, con Harvey Glance, Kirk Baptiste e Calvin Smith, del quartetto statunitense che si aggiudicò la staffetta 4×100 nella Coppa del mondo correndo nell'ultima frazione.
Nel 1987 ottenne il suo primato personale sui 200 metri correndo in 20"08 ad Albuquerque.

## Palmarès
| Anno | Manifestazione  | Sede     | Evento      | Risultato | Prestazione | Note |
| ---- | --------------- | -------- | ----------- | --------- | ----------- | ---- |
| 1976 | Giochi olimpici | Montréal | 200 m piani | Bronzo    | 20"43       |      |

## Altre competizioni internazionali
1985
- Oro in Coppa del mondo ( Canberra), 4×100 m - 38"10